# 1023
| 1023               |
| ------------------ |
| Dødsfald - Fødsler |
|                    |

| Gregoriansk kalender | 1023 MXXIII             |
| Ab urbe condita      | 1776                    |
| Armensk kalender     | 472 ԹՎ ՆՀԲ              |
| Kinesiske kalender   | 3719 – 3720 壬戌 – 癸亥 |
| Etiopisk kalender    | 1015 – 1016             |
| Jødisk kalender      | 4783 – 4784             |
| Hindukalendere       |                         |
| - Vikram Samvat      | 1078 – 1079             |
| - Shaka Samvat       | 945 – 946               |
| - Kali Yuga          | 4124 – 4125             |
| Iransk kalender      | 401 – 402               |
| Islamisk kalender    | 414 – 415               |

Konge i Danmark: Knud den Store 1019-1035
Se også 1023 (tal)

## Begivenheder
- Cholinerne indvadrer Ceylon.